# Неборячок Федір Матвійович
Федір Матвійович Неборячок (17 серпня 1919, Михайлівка, Гайсинський район — 19 лютого 2003, Михайлівка, Гайсинський район) — український радянський літературознавець, перекладач. Кандидат філологічних наук (1952).

## Життєпис
Народився 17 серпня 1919 року у селі Михайлівка (нині Гайсинського району Вінницької області).
Закінчив школу у рідному селі. 1934 року вступив на робітфак при Київському лісотехнічному інституті. 1937 року вступив на філологічний факультет Одеського державного університету, де провчився три курси, а потім перевівся до Львівського державного університету. З початком німецько-радянської війни працював вахтером на одному з військових заводів у Ташкенті, потім відновив навчання в евакуйованому Одеському університеті, який закінчив 1943 року.
У 1943—1946 роках спочатку курсант Ашхабадського військового училища, потім офіцер діючої армії, учасник Другої світової війни.
У 1946—1949 роках — аспірант Львівського державного університету, в якому працював у 1949—1971 роках — у 1949—1953 роках викладачем, у 1953—1960 роках доцентом, а в 1960—1971 роках завідувачем кафедр української літератури.
1971—1973 років — завідувач відділу української літератури Інституту суспільних наук АН УРСР.
У 1965—1973 роках також відповідальний редактор збірки «Українське літературознавство».
У 1973—1981 роках — проректор з наукової роботи та одночасно до 1982 року доцент кафедри української літератури Полтавського педагогічного інституту.
З 1982 року — на пенсії.
Помер 19 лютого 2003 року у рідному селі.
Володів польською, болгарською, білоруською та російською мовами.
Переклав українською з болгарської романи «Птахи прилітають до нас» («болг. Птици долитат при нас», 1960) та «Життя за життя» (болг. Живот за живота, 1972) Петра Славинского, повість «Ленко» Г. Караславова (1961), роман «Квиток до Бретані» (болг. Билет за Бретан) И. Давидкова (1983); з російської — роман «Картина» та повість «Дощ у чужому місті» Данила Граніна (1983).
Друкувався у журналах «Радянський Львів», «Жовтень», «Зміна», «Вітчизна», «Українське літературознавство», «Літературний огляд».
Досліджував творчість Максима Рильського, Степана Тудора, Ярослава Галана, Івана Франка, українські переклади Олександра Пушкіна.

## Основні праці
- Максим Рильський: Літературно-критичний нарис. Львів, 1955;
- О. С. Пушкін на українській мові. Львів, 1958;
- Заповіти братерства та дружби народів. Львів, 1961.